# Малком Делејни
Малком Делејни (енгл. Malcolm Delaney; Балтимор, Мериленд, 11. март 1989) амерички је кошаркаш. Игра на позицијама плејмејкера и бека. 

## Биографија
Колеџ кошарку играо је на Вирџинија Тек Универзитету за екипу Вирџинија Тек хокиса у периоду од 2007. до 2011. године. На НБА драфту 2011. није изабран, те се одлучио за каријеру у Европи. 
У сезони 2011/12. наступао је за француски Елан Шалон — клуб који је у том периоду освојио сва три национална трофеја (Про А лигу, Куп Француске и Куп „Недеља асова“) и успут стигао до финала Еврочеленџа. Сезону 2012/13. провео је у украјинском Будивељнику са којим је такође освојио национално првенство. Сам Дилејни је био најкориснији играч тог првенства, а изабран је и у прву поставу идеалног тима Еврокупа 2012/13. У сезони 2013/14. играо је за Бајерн из Минхена са којим је освојио Бундеслигу Немачке, а био је најкориснији играч регуларног дела, као и финала овог такмичења.
У јула 2014. је постао играч Локомотиве Кубањ, и са њима је провео наредне две сезоне. У сезони 2015/16. водио је Локомотиву до фајнал-фора Евролиге, а уврштен је и у идеални тим Евролиге. Дана 15. јула 2016. године потписао је за Атланта хоксе. Две сезоне је провео у Атланти, током којих је за 17, 8 минута на паркету бележио просечно 5,7 поена по мечу. Сезону 2018/19. је провео наступајући за Гуангдунг саутерн тајгерсе у Кини. У септембру 2019. је потписао једногодишњи уговор са Барселоном. Сезона је прекинута у марту због пандемије ковида 19, а Делејни је споразумно раскинуо уговор са клубом 14. маја 2020. године.
У јуну 2020. је потписао двогодишњи уговор са Олимпијом из Милана.

## Успеси

### Клупски
- Елан Шалон:
  - Првенство Француске (1): 2011/12.
  - Куп Француске (1): 2012.
  - Куп „Недеља асова“ (1): 2012.

- Будивељник:
  - Првенство Украјине (1): 2012/13.

- Бајерн Минхен:
  - Првенство Немачке (1): 2013/14.

- Олимпија Милано:
  - Куп Италије (2): 2021, 2022.
  - Суперкуп Италије (1): 2020.

### Појединачни
- Идеални тим Евролиге — прва постава (1): 2015/16.
- Идеални тим Еврокупа — прва постава (1): 2012/13.
- Најкориснији играч Првенства Украјине (1): 2012/13.
- Најкориснији играч Првенства Немачке (1): 2013/14.
- Најкориснији играч финала Првенства Немачке (1): 2013/14.
- Најкориснији играч Суперкупа Италије (1): 2020.
- Најкориснији играч Купа Италије (1): 2022.